# Калинівка (Горлівський район)
Кали́нівка — село Дебальцівської міської громади Горлівського району Донецької області, Україна.

## Географія
Географічні координати: 48°20' пн. ш. 38°18' сх. д. Часовий пояс — UTC+2.
Село розташоване на відстані 48 км від Бахмута. Найближча залізнична станція — Дебальцеве, за 8 км. Через Калинівку протікає річка Карапулька.

## Історія
Перше осіле населення на території нинішнього села з'явилося в 1753 році. На чолі переселенців був Шевич і Депрерадовіч, першими поселенцями були серби, угорці, румуни, поляки, росіяни, українці, усі православні.
У 1767 році в селі була побудована маленька церква Іоанна Хрестителя з хмизу. 19 вересня 1782 році була закладена нова церква, 30 березня 1785 будівництво було закінчено.
На початку 1970-х років у Калинівці діяли центральна садиба радгоспу «Комуна», початкова школа, бібліотека і клуб.

## Населення
За даними перепису 2001 року населення селища становило 112 осіб, з них 59,82 % зазначили рідною українську мову, а 40,18 % — російську.

## Пам'ятки
Поблизу села виявлено шахти глибиною 10-15 м, де в епоху бронзи займалися видобутком руди.